# Józef Marian Piasecki

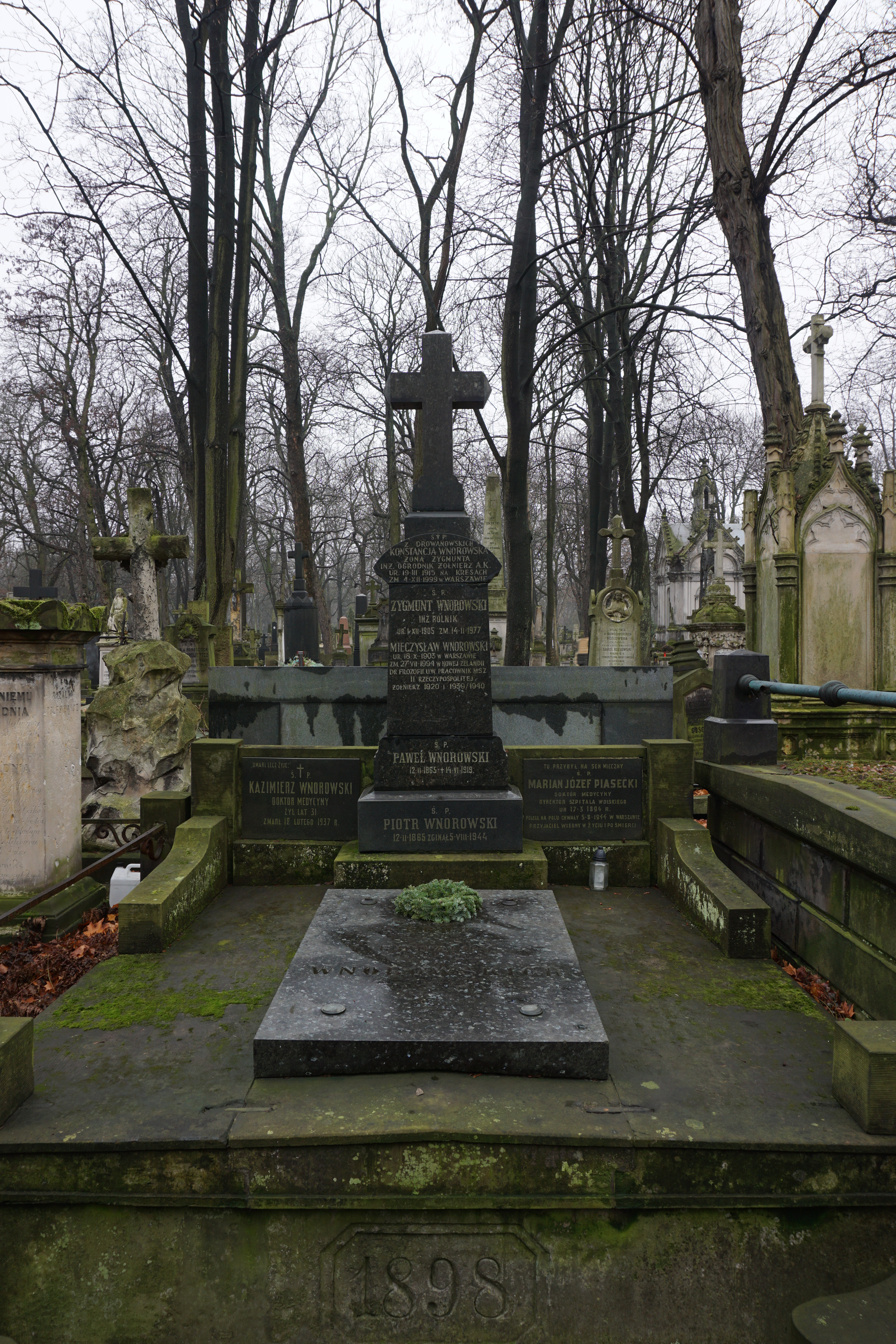
Grób Józefa Mariana Piaseckiego na cmentarzu Powązkowskim

Józef Marian Piasecki (ur. 17 marca 1894 w Stanisławowie, zm. 5 sierpnia 1944 w Warszawie) – polski doktor medycyny, w latach 1936–1944 (do śmierci) dyrektor Szpitala Wolskiego przy ul. Płockiej 26 w Warszawie.

## Życiorys
Urodził się w Stanisławowie, w ówczesnym powiecie nowomińskim guberni warszawskiej, w rodzinie Tomasza i Anny z Piątkowskich. Był bratem Juliana Mariana i Mariana Brunona.
Ukończył w 1912 gimnazjum Wojciecha Górskiego w Warszawie. Przed I wojną światową był członkiem Związku Strzeleckiego. W latach 1918–1921 ochotniczo służył w Wojsku Polskim (podporucznik lekarz rezerwy). W latach 1922–1924 był asystentem w Zakładzie Anatomii Topograficznej i Chirurgii Operacyjnej Uniwersytetu Warszawskiego, na którym w 1923 ukończył studia lekarskie. W latach 1924–1931 był asystentem prof. Zygmunta Radlińskiego. Od 1928 do 1929 prowadził ambulatorium chirurgiczne w Szpitalu Św. Ducha, od 1931 do 1933 pracował w szpitalu Sióstr Elżbietanek w Warszawie. Później, od 1933 do 1936 chirurg w Klinice Pediatrycznej UW. Od 1936 dyrektor Szpitala Wolskiego przy ul. Płockiej 26. Był członkiem Warszawskiego Towarzystwa Lekarskiego, Towarzystwa Chirurgów Polskich, Towarzystwa Ortopedycznego i Traumatologicznego.
Zamordowany przez hitlerowców, wraz z prof. Januszem Zeylandem i kapelanem ks. Kazimierzem Ciecierskim, we własnym gabinecie 5 sierpnia 1944, podczas rzezi Woli. Pochowany na cmentarzu Powązkowskim (kwatera 24-3-4,5).
Uchwałą Prezydium Krajowej Rady Narodowej z 31 lipca 1946 na wniosek Rady Zakładowej Szpitala Wolskiego w Warszawie został pośmiertnie odznaczony Srebrnym Medalem „Zasłużonym na Polu Chwały”, w grupie uhonorowanych pracowników Szpitala Wolskiego, rozstrzelanych na terenie szpitala przez hitlerowców w dniu 5 sierpnia 1944.

## Ordery i odznaczenia
- Krzyż Walecznych[2]
- Srebrny Medal „Zasłużonym na Polu Chwały” (pośmiertnie, 31 lipca 1946)[4]
- Medal Pamiątkowy za Wojnę 1918–1921[2]